# Astragalus cuscutae
Astragalus cuscutae es una especie de planta del género Astragalus, de la familia de las leguminosas, orden Fabales.

## Distribución
Astragalus cuscutae se distribuye por Cáucaso (Daguestán) y Azerbaiyán.

## Taxonomía
Fue descrita científicamente por Bunge. Fue publicada en Mém. Acad. Imp. Sci. Saint Pétersbourg, Sér. 7, 11(16): 120 (1868).